# Mendělejevsk
Mendělejevsk (rusky Менделеевск) je město v Tatarstánu v Ruské federaci. Při sčítání lidu v roce 2010 měl přes dvaadvacet tisíc obyvatel. 

## Poloha a doprava
Mendělejevsk leží na západním břehu Dolnokamské přehradní nádrže na řece Kamě. Od Kazaně, hlavního města republiky, je vzdálen přibližně 240 kilometrů východně.
Přes město vede železniční trať z Akbaše (u Bugulmy) přes Naberežnyje Čelny do Agryzu.

## Dějiny
V roce 1868 zde byla postavena u vesnice Bonďuga (Бондюга) chemická továrna Bonďuskij Zavod a u ní vzniklo nové sídlo. V roce 1928 došlo k povýšení statutu sídla na sídlo městského typu a přejmenování na Bonďužskij (Бондюжский).  V roce 1967 následovalo sloučení s dalšími vesnicemi, povýšení na město a přejmenování na Mendělejevsk k poctě chemika Dmitrije Ivanoviče Mendělejeva.